# Калмыков, Анатолий Иванович
Анатолий Иванович Калмыков (14 июля 1936, Новосибирск — 6 мая 1996, Харьков) — советский и украинский учёный-радиофизик. Лауреат Государственной премии УССР в области науки и техники (1987). Заслуженный деятель науки и техники Украины (1995).

## Биография
Родился 14 июля 1936 года в Новосибирске.
В 1959 году окончил Харьковский политехнический институт. С 1961 года работал в ИРЭ, в 1989—1995 годах — заведующий отделом дистанционного зондирования Земли. С 1994 года — первый директор Центра радиофизического зондирования земли (с 1997 года — имени А. И. Калмыкова) НАН и НКА Украины.
Умер 6 мая 1996 года в Харькове.

## Научная деятельность
Под его руководством и при непосредственном участии разработаны и внедрены в практику космические и авиа- радиолокационные системы дистанционного зондирования, в частности, первый советский радиолокатор бокового обзора искусственных спутников Земли типа «Космос-1500». Доктор физико-математических наук (1985), профессор (1992).

## Награды
- Государственная премия УССР в области науки и техники (8 декабря 1987)[1];
- Заслуженный деятель науки и техники Украины (1995);
- Орден Дружбы народов (6 августа 1987).

## Память
В 1997 году его именем назван Центр радиофизического зондирования земли НАН и НКА Украины.